# Liga Mexicana del Pacífico 1999-00
La Temporada 1999-00 de la Liga Mexicana del Pacífico fue la 42.ª edición, llevó el nombre de Enrique Mazón López y comenzó el 13 de octubre de 1999.
La temporada finalizó el 23 de enero de 2000, con la coronación de los Mayos de Navojoa al vencer 4-0 en serie final a los Naranjeros de Hermosillo.

## Sistema de competencia

### Temporada regular
La temporada regular consta de dos mitades lo cual abarca un total de 68 juegos a disputarse para cada uno de los ocho clubes que conforman a la Liga Mexicana del Pacífico. La primera mitad está integrada de 35 juegos para cada club y la segunda de 33 juegos para cada club. Al término de cada mitad, se asigna un puntaje que va de 3 a 8 puntos en forma ascendente, según la clasificación (standing) general de cada club. A continuación se muestra la distribución de dicho puntaje:
- Primera posición: 8 puntos
- Segunda: 7 puntos
- Tercera: 6 puntos
- Cuarta: 5 puntos
- Quinta: 4.5 puntos
- Sexta: 4 puntos
- Séptima: 3.5 puntos
- Octava: 3 puntos

### Postemporada
Tras el término de la segunda vuelta, los seis equipos con mayor puntaje sobre la base de las dos mitades de la temporada regular pasan a la etapa denominada postemporada (play-offs). En esta etapa, los equipos se enfrentan entre sí en una serie de siete juegos donde deben ganar cuatro para avanzar a las semifinales. Es importante señalar que los tres equipos que obtuvieron mayor puntaje en la temporada regular empiezan la serie con dos juegos en su estadio (esta etapa de juego es conocida como «repesca»), para continuar con tres partidos en el estadio contrario y finalmente concretar la serie de nuevo en su estadio. Estos últimos dos juegos no son necesarios si alguno de los equipos obtiene una ventaja clara en la serie sobre su rival.

### Semifinales
Para la etapa de semifinales, pasan los tres equipos con mejor posición en el standing de juegos ganados y perdidos más uno adicional que es denominado «mejor perdedor», el cual resulta de poseer la mayor cantidad de juegos ganados en la repesca, principalmente. De esta manera, el mejor perdedor se enfrenta como visitante al equipo mejor situado del standing en una serie, mientras que el segundo y el tercero hacen lo mismo a su vez. En el caso del mejor perdedor, no puede enfrentarse al equipo con el que disputó la primera fase de play-offs.

### Final
Se da entre los equipos que ganaron en la etapa de semifinales.

## Calendario
- Número de Juegos: 68 juegos

## Equipos participantes
| Liga Mexicana del Pacífico 1999-00 |           |               |                           |                          |           |
| Equipo                             | Fundación | Mánager       | Ciudad                    | Estadio                  | Capacidad |
| Águilas de Mexicali                | 1948      | Por definir   | Mexicali, Baja California | Nido de los Águilas      | 9,000     |
| Algodoneros de Guasave             | 1970      | Por definir   | Guasave, Sinaloa          | Francisco Carranza Limón | 8,000     |
| Cañeros de Los Mochis              | 1947      | Por definir   | Los Mochis, Sinaloa       | Emilio Ibarra Almada     | 6,000     |
| Mayos de Navojoa                   | 1950      | Lorenzo Bundy | Navojoa, Sonora           | Manuel Ciclón Echeverría | 8,000     |
| Naranjeros de Hermosillo           | 1944      | Tim Johnson   | Hermosillo, Sonora        | Héctor Espino            | 10,000    |
| Tomateros de Culiacán              | 1965      | Por definir   | Culiacán, Sinaloa         | General Ángel Flores     | 10,000    |
| Venados de Mazatlán                | 1945      | Por definir   | Mazatlán, Sinaloa         | Teodoro Mariscal         | 6,000     |
| Yaquis de Ciudad Obregón           | 1947      | Tony Oliva    | Ciudad Obregón, Sonora    | Tomás Oroz Gaytán        | 10,000    |

## Standings

### Primera vuelta
| Equipos                  | JJ | JG | JP | JE | PCT  | JV   | PTS |
| ------------------------ | -- | -- | -- | -- | ---- | ---- | --- |
| Águilas de Mexicali      | 35 | 23 | 12 | -  | .657 | -    | 8   |
| Mayos de Navojoa         | 35 | 20 | 14 | 1  | .588 | 2.5  | 7   |
| Tomateros de Culiacán    | 35 | 20 | 15 | -  | .571 | 3.0  | 6   |
| Naranjeros de Hermosillo | 35 | 19 | 15 | 1  | .559 | 3.5  | 5   |
| Venados de Mazatlán      | 35 | 19 | 16 | -  | .543 | 4.0  | 4.5 |
| Yaquis de Ciudad Obregón | 35 | 14 | 21 | -  | .400 | 9.0  | 4   |
| Cañeros de Los Mochis    | 35 | 13 | 22 | -  | .371 | 10.0 | 3.5 |
| Algodoneros de Guasave   | 35 | 11 | 24 | -  | .314 | 12.0 | 3   |

### Segunda vuelta
| Equipos                  | JJ | JG | JP | JE | PCT  | JV   | PTS |
| ------------------------ | -- | -- | -- | -- | ---- | ---- | --- |
| Venados de Mazatlán      | 33 | 21 | 12 | -  | .636 | -    | 8   |
| Naranjeros de Hermosillo | 33 | 19 | 14 | -  | .576 | 2.0  | 7   |
| Mayos de Navojoa         | 33 | 19 | 14 | -  | .576 | 2.0  | 6   |
| Tomateros de Culiacán    | 33 | 17 | 16 | -  | .515 | 4.0  | 5   |
| Cañeros de Los Mochis    | 33 | 16 | 17 | -  | .485 | 5.0  | 4.5 |
| Águilas de Mexicali      | 33 | 15 | 18 | -  | .455 | 6.0  | 4   |
| Algodoneros de Guasave   | 33 | 14 | 19 | -  | .424 | 7.0  | 3.5 |
| Yaquis de Ciudad Obregón | 33 | 11 | 22 | -  | .333 | 10.0 | 3   |

### General
| Equipos                  | JJ | JG | JP | JE | PCT  | JV   | PTS  |
| ------------------------ | -- | -- | -- | -- | ---- | ---- | ---- |
| Mayos de Navojoa         | 68 | 39 | 28 | 1  | .582 | -    | 13   |
| Venados de Mazatlán      | 68 | 40 | 28 | -  | .588 | -    | 12.5 |
| Naranjeros de Hermosillo | 68 | 38 | 29 | 1  | .567 | 1.0  | 12   |
| Águilas de Mexicali      | 68 | 38 | 30 | -  | .558 | 1.5  | 12   |
| Tomateros de Culiacán    | 68 | 37 | 31 | -  | .544 | 2.5  | 11   |
| Cañeros de Los Mochis    | 68 | 29 | 39 | -  | .426 | 10.5 | 8    |
| Yaquis de Ciudad Obregón | 68 | 25 | 43 | -  | .368 | 14.5 | 7    |
| Algodoneros de Guasave   | 68 | 25 | 43 | -  | .368 | 14.5 | 6.5  |

| Avanza a Play-offs |

## Play-offs
|  | Primer Play Off | Primer Play Off | Primer Play Off |          |            | Semifinales | Semifinales | Semifinales |  |            | Final      | Final | Final |  |
|  |                 |                 |                 |          |            |             |             |             |  |            |            |       |       |  |
|  |                 |                 |                 |          |            |             |             |             |  |            |            |       |       |  |
|  | Hermosillo      | Hermosillo      | 4               |          |            |             |             |             |  |            |            |       |       |  |
|  | Hermosillo      | Hermosillo      | 4               |          |            |             |             |             |  |            |            |       |       |  |
|  | Mexicali        | Mexicali        | 3               |          |            |             |             |             |  |            |            |       |       |  |
|  | Mexicali        | Mexicali        | 3               |          | Hermosillo | Hermosillo  | 4           |             |  |            |            |       |       |  |
|  |                 |                 |                 |          | Hermosillo | Hermosillo  | 4           |             |  |            |            |       |       |  |
|  |                 |                 | Culiacán        | Culiacán | 3          |             |             |             |  |            |            |       |       |  |
|  | Culiacán        | Culiacán        | Culiacán        | Culiacán | 3          | 4           |             |             |  |            |            |       |       |  |
|  | Culiacán        | Culiacán        |                 |          |            |             |             |             |  |            |            |       |       |  |
|  | Mazatlán        | Mazatlán        | 1               |          |            |             |             |             |  |            |            |       |       |  |
|  | Mazatlán        | Mazatlán        | 1               |          |            |             |             |             |  | Hermosillo | Hermosillo | 0     |       |  |
|  |                 |                 |                 |          |            |             |             |             |  | Hermosillo | Hermosillo | 0     |       |  |
|  |                 |                 | Navojoa         | Navojoa  | 4          |             |             |             |  |            |            |       |       |  |
|  |                 |                 | Navojoa         | Navojoa  | 4          |             |             |             |  |            |            |       |       |  |
|  |                 |                 |                 |          |            |             |             |             |  |            |            |       |       |  |
|  |                 |                 |                 |          |            |             |             |             |  |            |            |       |       |  |
|  |                 | Mexicali        | Mexicali        | 3        |            |             |             |             |  |            |            |       |       |  |
|  |                 |                 |                 | 3        |            |             |             |             |  |            |            |       |       |  |
|  |                 |                 | Navojoa         | Navojoa  | 4          |             |             |             |  |            |            |       |       |  |
|  | Los Mochis      | Los Mochis      | Navojoa         | Navojoa  | 4          | 1           |             |             |  |            |            |       |       |  |
|  | Los Mochis      | Los Mochis      |                 |          |            |             |             |             |  |            |            |       |       |  |
|  | Navojoa         | Navojoa         | 4               |          |            |             |             |             |  |            |            |       |       |  |
|  | Navojoa         | Navojoa         | 4               |          |            |             |             |             |  |            |            |       |       |  |
|  |                 |                 |                 |          |            |             |             |             |  |            |            |       |       |  |

### Primer Play Off
| Equipos                  | JJ | JG | JP | PCT  | JV  |
| ------------------------ | -- | -- | -- | ---- | --- |
| Mayos de Navojoa         | 5  | 4  | 1  | .800 | -   |
| Tomateros de Culiacán    | 5  | 4  | 1  | .800 | -   |
| Naranjeros de Hermosillo | 7  | 4  | 3  | .571 | -   |
| Águilas de Mexicali      | 7  | 3  | 4  | .429 | 1.0 |
| Venados de Mazatlán      | 5  | 1  | 4  | .200 | 3.0 |
| Cañeros de Los Mochis    | 5  | 1  | 4  | .200 | 3.0 |

| Avanza a semifinales |

| Avanza como comodín |

### Semifinales
| Equipos                  | JJ | JG | JP | PCT  | JV  |
| ------------------------ | -- | -- | -- | ---- | --- |
| Naranjeros de Hermosillo | 7  | 4  | 3  | .571 | -   |
| Mayos de Navojoa         | 7  | 4  | 3  | .571 | -   |
| Águilas de Mexicali      | 7  | 3  | 4  | .429 | 1.0 |
| Tomateros de Culiacán    | 7  | 3  | 4  | .429 | 1.0 |

| Avanza a la final |

### Final
| Equipos                  | JJ | JG | JP | PCT  | JV  |
| ------------------------ | -- | -- | -- | ---- | --- |
| Mayos de Navojoa         | 6  | 4  | 0  | .000 | -   |
| Naranjeros de Hermosillo | 6  | 0  | 4  | .000 | 4.0 |

| Campeón |

Game 1
May-Nar 3:8 
Game 2
Nar-May 2:l2
Game 3
May-Nar 4:5 
Game 4
Nar-May 2:4 
Game 5
Nar-May 8:7 
Game 6
May-Nar 5:2

## Cuadro de honor
| Equipos                  | Posición   |
| ------------------------ | ---------- |
| Mayos de Navojoa         | Campeón    |
| Naranjeros de Hermosillo | Subcampeón |
| Águilas de Mexicali      | 3° Lugar   |
| Tomateros de Culiacán    | 4° Lugar   |
| Venados de Mazatlán      | 5° Lugar   |
| Cañeros de Los Mochis    | 6° Lugar   |
| Yaquis de Ciudad Obregón | 7° Lugar   |
| Algodoneros de Guasave   | 8° Lugar   |

## Designaciones
A continuación se muestran a los jugadores más valiosos de la temporada.
| Designación         | Ganador            | Equipo                   |
| ------------------- | ------------------ | ------------------------ |
| Jugador Más Valioso | Morgan Bukhart     | Mayos de Navojoa         |
| Pitcher del Año     | Isidro Márquez     | Águilas de Mexicali      |
| Novato del año      | Luis Carlos Rivera | Tomateros de Culiacán    |
| Mánager del Año     | Lorenzo Bundy      | Mayos de Navojoa         |
| Mánager Campeón     | Lorenzo Bundy      | Mayos de Navojoa         |
| Campeón de Bateo    | Juan C. Canizalez  | Naranjeros de Hermosillo |
| Campeón de Pitcheo  | Ángel Moreno       | Naranjeros de Hermosillo |
| Gerente del año     | Lauro Villalobos   | Mayos de Navojoa         |